# Жан-Батист Акколаї
Жан-Батист Акколаї фр. Jean-Baptiste Accolaÿ; *17 квітня 1833, Брюссель — 19 серпня 1900, Брюгге) — бельгійський скрипаль і композитор.

## З життя і творчості
Навчався в Брюссельській консерваторії у Л. Ж. Мертса і Н. Л. Вері. Потім вирушив до Брюгге, де спочатку грав на трубі в кірасирському полку. Потім, однак, Акколаї вдалося влаштуватися на викладацьку роботу в міську консерваторію, асистентом у клас скрипки, потім в 1864 р. керівником альтового класу, з 1865 р. — Класу ансамблю, і нарешті з 1874 р. і до кінця життя Акколаї викладав гармонію в підготовчому класі. Одночасно близько 20 років Акколаі був першою скрипкою міського театру та міського музичного товариства, в 1865—1872 роках керував фортепіанним тріо, а в 1896 р. стояв біля витоків міського симфонічного оркестру.
Акколаї написав музичну драму «Тамплієри», безліч невеликих оркестрових та камерних творів, однак популярними є тільки його невеликі одночастинні концерти для скрипки з оркестром, призначені для юних виконавців та початківців — особливо № 1 ля мінор (1868) та № 2 ре мінор (1875). Ці концерти навіть були записані Вандою Вілкомірською і Іцхаком Перлманом у складі особливих альбомів, які кожен з цих музикантів склав з творів дитячого репертуару. Інші твори Акколаї були забуті, навіть існувала легенда про те, що такого композитора не існувало, а учнівські концерти належать Анрі В'єтану, який скористалися псевдонімом, щоб не компрометувати свої віртуозні твори сусідством занадто легких.